# Duke Energy
Duke Energy Corporation (NYSE: DUK) er et amerikansk elektricitets- og naturgasselskab, der har hovedkvarter i Charlotte, North Carolina.
De har en elektricitetsproduktionskapacitet på 58.200 megawatt, som er er baseret på kul, naturgas og kernekraft. Duke har 7,2 mio. kunder i otte delstater.

## Datterselskaber
- Duke Energy Carolinas
- Duke Energy Ohio
- Duke Energy Kentucky
- Duke Energy Indiana
- Duke Energy Florida
- Duke Energy Progress
- Duke Energy Renewables
- Duke Energy Retail
- Duke Energy International
- Duke Energy Sustainable Solutions
- Duke Energy One